# Iglesia de San Prudencio (Soria)
La iglesia de San Prudencio era una de las 35 parroquias con las que contaba la ciudad de Soria.
Esta iglesia se situaba en el palacio del Conde de Fuenteventura, puerta Rabanera

## Historia
La Iglesia de San San Prudencio aparecía en el censo de Alfonso X elaborado en el año 1270.
Desapareció en el siglo XV.

## Descripción
No se sabe nada sobre el tamaño de esta iglesia pero se cree que era una pequeña iglesia, como casi todas las parroquias que aparecían en el censo de Alfonso X elaborado en 1270 y de estilo románico. 